# Gâteau magique
Pour l’article homonyme, voir Le Gâteau magique.
 (juillet 2015).
Le gâteau magique est une pâtisserie obtenue à partir d’une seule préparation mais qui, après cuisson, possède trois textures différentes. Cette préparation se compose d’un flan, d’une crème et d’une génoise aérée. Cette recette dite « magique » tient au respect de quelques règles de préparation et de cuisson.

## Origine
La recette d’origine du gâteau magique est celle d’un dessert traditionnel du Sud-Ouest et en particulier des Charentes, le millasson ou millas. Ce dessert ancien préparé à base de farine de millet puis avec de la farine de maïs est un dessert entre le flan et le far. Pour sa composition, elle est également souvent apparentée à la polenta. 
Une fois le gâteau cuit et après la découpe, deux couches apparaissent : un flan et une génoise très mousseuse, rendues possibles par le mélange du sucre et des œufs.

## Recette
La recette de base du gâteau magique est à la vanille et se compose d’œufs, de lait entier, de beurre, de farine, de sucre en poudre, de sucre glace et d’une gousse de vanille. 
Au moment d’enfourner, la pâte est liquide. Le gâteau cuit ensuite pendant 50 minutes environ dans un four préchauffé à chaleur traditionnelle à 160 °C (thermostat 5-6). Le dessus du gâteau est alors doré avec le centre légèrement tremblotant. 
Il se déguste froid après avoir passé deux heures au réfrigérateur.

## Conseils de préparation du gâteau magique
La cuisson
Le four traditionnel sans chaleur tournante est préférable afin que le gâteau ne cuise pas trop rapidement. La réaction « magique » se fait grâce à la cuisson lente. Bien que non conseillée, la cuisson à chaleur tournante est possible avec une baisse de température de 10 °C.
Les œufs en neige
La couche de génoise ne prend bien que si les œufs en neige sont fermes, puis incorporés à la pâte sous forme de gros grumeaux flottant alors à la surface.
Le moule
Pour la cuisson, un moule – en silicone de préférence – d’un diamètre compris entre 22 et 24 centimètres est idéal. C’est ce qui permet d’avoir des couches bien visibles à la découpe.
Bien cuit
Le gâteau est cuit lorsque son cœur est bien tremblotant lors de la manipulation du moule en silicone.
Déguster bien frais
Avant de le démouler et de le déguster, le gâteau refroidit pendant environ une heure puis repose au réfrigérateur pendant au moins deux heures. Les saveurs seront plus présentes s'il est préparé la veille.

## Variantes possibles

### Parfumés
Si la base du gâteau est à la vanille, il est cependant possible de le parfumer au citron (en ajoutant les zestes et le jus d’un citron), au chocolat (en ajoutant du cacao, de la pâte à tartiner ou du chocolat fondu à la préparation), à la châtaigne (avec de la farine de châtaignes et de la crème de marrons) ou encore au café (avec l'ajout d'une tasse de café dans le lait).

### Aux fruits ou aux sucreries
Des morceaux de fruits comme des fraises, des framboises, des mûres, des pommes ou encore des myrtilles peuvent être parsemés au fond du moule avant d’y verser la pâte.
Des fruits secs comme les noix ou les noisettes, des confiseries en morceaux et des bonbons peuvent aussi s’ajouter à la préparation pour donner du croquant au dessert..

### En cupcakes
La recette de base fonctionne également pour préparer des cupcakes. La cuisson est cependant moins longue, 25 minutes en moyenne, mais la recette respecte les mêmes conditions et permet autant de variantes.

### Salés
Quelques recettes permettent de préparer des pâtes salées dans lesquelles le sucre est remplacé par des lardons et de l’emmental, pour une quiche lorraine. Tout comme la version sucrée, il est possible d’ajouter différents fromages ou des légumes.

## Gâteaux associés
D’autres pâtisseries entrent dans cette catégorie de gâteaux aux recettes originales :
- Gâteau invisible[11], une pâtisserie, traditionnellement à base de pommes ou de poires. Il tient son nom de la présence de tranches de fruits très fines et d’une quantité de pâte peu importante. Il est alors difficile de deviner ce qu’il contient.
- Gâteau impossible[12] est une pâtisserie composé d’une couche de flan et d’une couche de gâteau au chocolat. La pâte du gâteau au chocolat est versée au fond du moule puis est recouverte du flan. Pendant la cuisson et sous l’effet de la levure, les deux couches s’inversent le gâteau au chocolat remontent à la surface.
- Gâteau à étages (layer cake[13], rainbow cake[14], gâteau à damier[15]) qui se prépare par successions de couches de génoises colorées ou parfumées, assemblées à l’aide de crème ou un glaçage. Les étages du gâteau peuvent être tous de la même couleur, former un arc-en-ciel ou encore un damier.